# Guela Bejouachvili
Guela Bejouachvili (en géorgien : გელა ბეჟუაშვილი ; né le 1er mars 1967 à Manglisi, Géorgie), est un homme politique géorgien. Ministre des Affaires étrangères du 19 octobre 2005 au 31 janvier 2008.

## Biographie
Il est diplômé de l'Institut ukrainien de l'Université de Kiev en droit et en relations internationales et d'un master en droit, de la Southern Methodist University, de Dallas, aux États-Unis.
De 2000 à 2004, il occupe le poste de vice-ministre de la Défense. En février 2004, il devient ministre de la Défense et est le premier civil à occuper à cette fonction.
Le 20 octobre 2005, il est nommé ministre des Affaires étrangères, après la destitution de Salomé Zourabichvili. Le 25 janvier 2008, toutefois, il démissionna et fut nommé le 30 janvier chef des Services secrets géorgiens. David Bakradze le remplaça brièvement comme chef de la diplomatie par intérim.
Il est marié et père de deux garçons. Il parle couramment l'anglais, l'espagnol et le russe.